# Архієпархія Лукки
Архієпархія Лукки (лат. Archidioecesis Lucensis, італ. Arcidiocesi di Lucca) — архієпархія-митрополія Римо-католицької церкви, що підпорядковується безпосередньо Святому Престолу. Нині єпархією керує архієпископ Бенвенуто Італо Кастеллані. Почесний єпископ — Бруно Томмазі.
Клір єпархії становить 306 священиків (277 єпархіального та 29 чернецьких священиків), 17 дияконів, 50 ченців, 426 черниць.
Адреса єпархії: Via Arcivescovato 45, 55100 Lucca, Italia.

## Територія
До юрисдикції єпархії входять 362 парафії в комунах Тоскани: майже всі в провінції Лукка, за винятком частини комуни Альтопашо, з якої до архієпархії входить тільки село Бадія-Поццевері й комуни Монте-Карло (обидві входять до складу єпархії Пеші); також за винятком комун Барга, Форте-дей-Мармі, Петрасанта, Серавецца й частини комуни Стаццема (всі входять до архієпархії Пізи). В архієпархію Лукки входить західна частина комуни Пеша у провінції Пістойя (парафії в Коллоді, Венері, Арамо, Фібб'ялла-ді-Медічина, Медічина, Понтіто, Сан-Квіріко, Валлер'яна та Стьяппа).
Всі парафії утворюють 11 пастирських зон.
Кафедра архієпископа розміщується в місті Лукка в Соборі Святого Мартина.

## Історія
Кафедра в місті Лукка була заснована в I столітті. Первинно єпархія прямо підпорядковувалась Святому Престолу.
683 року було освячено новий храм на честь святого Фредіано з Лукки, зведений на місці іншої, найстарішої церкви на честь мучеників Святих Лаврентія, Вікентія та Стефана. Того ж року парафію було доручено ченцям на чолі з абатом Баббіно. У XII столітті собор пережив реконструкцію та знову був освячений папою Євгенієм III.
1070 року було освячено теперішній собор.
1120 року папа Калікст II надав архієреям Лукки палліум, пілеоло (червону кардинальську шапочку) та хрест митрополита.
Іншим особливим привілеєм було спалення паклі під час співу Gloria in excelsis Deo під час папського богослужіння.
1387 року імператор Карл IV надав архієреям Лукки право надавати ступені лауреатів філософії й медицини, призначати нотаріусів та лицарів, узаконювати бастардів.
Архієреї Лукки титулувались князями Священної Римської імперії, графами-палатинами, графами Дьєчімо, Пьяцца й Зала ді Гарфаньяна.
11 вересня 1726 року єпархію було зведено в ранг архієпархії буллою Inscrutabili divinae папи Бенедикта XIII.
5 вересня 1992 року до складу архієпархії увійшов вікаріат Гарфаньяна, який раніше належав до єпархії Масса-Каррара-Понтремолі.

## Ординарії єпархії
| - Святий Паоліно; - Святий Валеріо; - Массімо (343); - Святий Теодоро; - Паоліно II (згадується 359); - Оссеквенціо (згадується 546); - Лоренцо (556); - Джемініано (560); - Святий Фредіано (560 — 13.3.588); - Валеріано (588); - Лето (згадується 649); - Елевтеріо (згадується 679); - Феліче (685 — 9.11.686); - Бальсарі (700); - Талесперіано (713/714 — 18.12.729); - Вальпрандо (737–754); - Передео (755–779); - Джованні I (781–800); - Якопо I (801–818); - П'єтро I (819–834); - Беренгаріо I (9.11.837 — 843); - Амброджо (14.12.843 — 28.2.852); - Джеремія (20.12.852 — 2.11.867); - Герардо I (869 — 19.11.895); - П'єтро II (896–932); - Коррадо (935–964); - Агіно (967); - Адальгондо (968–978); - Гвідо I (979–981); - Теудігрімо (983–987); - Ізальфредо (988–989); - Герардо II (991–1003); - Роділандо (1005); - Гріміццо (1014 — 22.10.1022); - Джованні II (1023 — 28.5.1056); - Ансельмо I (1057 — 21.4.1073) — 1061 року був обраний папою під іменем Олександра II; - Святий Ансельмо II (1073 — 18.3.1086); - Готтіфредо (1091); - Ранджеріо (1097 — 25.1.1112); - Родольфо (1112 — 1.12.1118); - Бенедетто I (1.12.1118 — 15.1.1128); - Уберто (1128–1135); - Оттоне (1138–1146); - Грегоріо (1147 — 26.2.1164); - П'євано (1159–1166) — схизматик; - Ландо (1167–1176) — схизматик; - Гульєльмо I (1170 — 23.3.1194); - Гвідо III (1194 — 9.5.1202); - Роберто (1202 — 21.9.1225); - Річчардо (1225–1225) — обраний єпископ; - Опіццано (1228–1231); - Гверчо Тебальдуччі (12.12.1236 — 22.11.1256); - Енріко I (22.11.1256 — 21.10.1269); - П'єтро Анджорелло (14.5.1269 — 18.5.1274) — домініканець; - Паганелло да Поркарі (9-11.8.1274 — 9.2.1300); | - Енріко II (1.8.1300 — 1323) — францисканець; - Гульєльмо ді Монтальбано (26.1.1330 — 8.4.1349) — домініканець; - Беренгаріо Блаксіні (21.10.1349 — 14.1.1368); - Гульєльмо Лодарт (17.8.1368 — 16.6.1373); - Паоло Габріеллі (9.1.1374 — 10.9.1380); - Антоніо да Ріпаріа (29.10.1380 — 16.8.1383); - Джованні Сальвуччі (9.10.1383 — 24.9.1393) — францисканець; - Нікколо Гвініджі (31.1.1394 — 15.11.1435); - Людовіко Мауліні (23.12.1435 — 24.10.1440); - Бальдассарре Манні (30.1.1441 — 18.1.1448); - Стефано Трента (14.3.1448 — 18.9.1477); - Джакомо Амманнаті-Пікколоміні (24.9.1477 — 10.9.1479) — апостольський адміністратор; - Нікколо Сандонніні (15.9.1479 — 19.7.1499); - Феліно Сандеї (19.7.1499 — 1499); - Джуліано делла Ровере (1499 — 29.8.1501); - Феліно Сандеї (29.8.1501 — 6.9.1503) — вдруге; - Галеотто Франчотті делла Ровере (1503 — 11.9.1507); - Сісто Гара делла Ровере (11.9.1507 — 4.3.1517) — апостольський адміністратор; - Леонардо Гроссо делла Ровере (4.3.1517 — 9.3.1517); - Раффаеле Ріаріо делла Ровере (9.3.1517 — 13.11.1517) — апостольський адміністратор; - Франческо Ріаріо-Сфорца (13.11.1517 — 1546); - Бартоломео Гвідіччоні (26.5.1546 — 4.11.1549); - Алессандро Гвідіччоні Старший (4.11.1549 — 1600); - Алессандро Гвідіччоні Молодший (1600 — 16.3.1637); - Маркантоніо Франчотті (30.3.1637 — 31.7.1645); - Джаванбаттіста Райнольді (31.7.1645 — 26.12.1649); - П'єтро Рота (27.6.1650 — 12.2.1657); - Джироламо Буонвізі (28.5.1657 — 21.2.1677); - Джуліо Спінола (8.11.1677 — 3.9.1690); - Франческо Буонвізі (27.9.1690 — 22.8.1700); - Ораціо Філіпо Спада (15.12.1704 — 17.1.1714) — призначений архієпископом Озімо; - Дженезіо Калькі (26.5.1714 — 20.1.1720); - Бернардіно Гвініджі (29.12.1723 — 13.1.1729); - Томмазо Червіоні (1.2.1729 — 1731); - Фабіо Коллоредо (19.11.1731 — 15.11.1742) — ораторіанець; - Джузеппе Пальма (28.1.1743 — 31.10.1761); - Вінченцо Торре (5.2.1762 — 11.3.1763) — обраний єпископ; - Джован Доменіко Манзі (9.4.1764 — 27.9.1769); - Мартіно Б'янкі (12.3.1770 — 26.12.1788); - Паоліно Франческо Бертоліні (1789–1789) — обраний єпископ; - Філіпо Сарді (3.8.1789 — 8.3.1826); - Джузеппе Де Нобілі (3.7.1826 — 29.3.1836); - Джованні Доменіко Стефанеллі (11.7.1836 — 20.1.1845) — домініканець, призначений титулярним архієпископом Траянополя; - П'єрлуїджі Пера (21.4.1845 — 8.7.1846); - Джуліо Аррігоні (5.11.1850 — 10.1.1875); - Нікола Гіларді (15.3.1875 — 20.7.1904); - Бенедетто Лоренцеллі (14.11.1904 — 29.4.1910); - Артуро Маркі (29.4.1910 — 4.2.1928); - Антоніо Торріні (15.6.1928 — 20.1.1973); - Енріко Бартолетті (20.1.1973 — 31.3.1973); - Джуліано Агресті (25.3.1973 — 18.9.1990); - Бруно Томмазі (20.3.1991 — 22.1.2005); - Бенвенуто Італо Кастеллані (з 22 січня 2005 — донині). |  |

## Статистика
На кінець 2004 року з 312 369 чоловік, які проживають на території єпархії, католиками були 293 145 чоловік, що становило 93,8% від загальної кількості населення єпархії.